# 拉沙佩勒圣洛
拉沙佩勒圣洛（法語：La Chapelle-Saint-Laud，法語發音：[la ʃapɛl sɛ̃ lo] ⓘ）是法国曼恩-卢瓦尔省的一个市镇，位于该省北部，属于昂热区。

## 地理
拉沙佩勒圣洛（47°36'52"N, 0°19'34"W）面积10.63 平方千米，位于法国卢瓦尔河地区大区曼恩-卢瓦尔省，该省份为法国西部内陆省份，大致对应安茹地区，北起顺时针与马耶讷省、萨尔特省、安德尔-卢瓦尔省、维埃纳省、德塞夫勒省、旺代省、大西洋卢瓦尔省和伊勒-维莱讷省接壤。
与拉沙佩勒圣洛接壤的市镇（或旧市镇、城区）包括：迪尔塔勒、马尔塞、卢瓦河畔塞什、于耶-莱济涅。

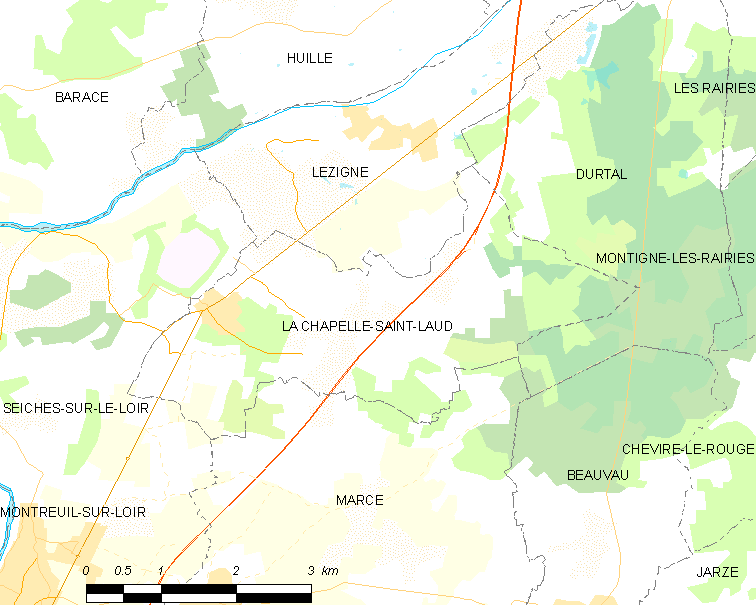
拉沙佩勒圣洛的OSM定位图

拉沙佩勒圣洛的时区为UTC+01:00、UTC+02:00（夏令时）。

## 行政
拉沙佩勒圣洛的邮政编码为49140，INSEE市镇编码为49076。

## 政治
拉沙佩勒圣洛所属的省级选区为昂热第六县。

## 人口

1962-2008年间拉沙佩勒圣洛人口变化图示

拉沙佩勒圣洛于2022年1月1日时的人口数量为820人。